# Bo Lindell
Bo Gustaf Lindell (* 1. August 1922 in Stockholm, Schweden; † 10. November 2016 ebenda) war ein schwedischer Physiker und Universitätsprofessor. Er war international auf dem Gebiet des Strahlenschutzes tätig.

## Leben
Bo Lindell wurde als Sohn des Bankiers Gustaf Lindell und seiner Frau Lisa, geborene Williamson, geboren. Er absolvierte 1949 die Königliche Technische Hochschule und erwarb 1953 in Stockholm ein Lizenziat. Von 1948 bis 1965 arbeitete er an der Strahlenphysik-Institution des Karolinska-Instituts unter Rolf Sievert. Er promovierte 1965 und war von 1965 bis 1982 Professor und Direktor des schwedischen Strahlenschutzinstituts, der Vorgänger-Einrichtung der heutigen Strahlensicherheitsbehörde.
In der Internationalen Strahlenschutzkommission ICRP war Bo Lindell 28 Jahre lang tätig: Er war zunächst von 1957 bis 1962 deren Sekretär. Ab 1962 gehörte er dem Hauptausschuss der ICRP an, war bis 1965 Mitglied des Ausschusses 4 (Anwendung der Empfehlungen der Kommission), danach bis 1977 Vorsitzender des Ausschusses 3 (Strahlenschutz in der Medizin), ab 1969 Vizepräsident unter Rolf Sievert und Eric Pochin und von 1977 bis 1985 der achte Präsident der ICRP. Mit seinem Ausscheiden wurde er ehrenhalber zum emeritierten Mitglied ernannt. Die Empfehlungen der ICRP des Jahres 1977 (ICRP-Veröffentlichung 26) gestaltete er wesentlich mit.
Von 1965 bis 1988 vertrat er Schweden bei UNSCEAR, dem Wissenschaftlichen Ausschuss der Vereinten Nationen zur Untersuchung der Auswirkungen der atomaren Strahlung, und war in den Jahren 1968 und 1969 dessen Vizepräsident unter Gordon Butler, und 1970 und 1971 und dann wieder 1987 und 1988 dessen Präsident. In der Internationalen Strahlenschutzgesellschaft IRPA gehörte er ab der Gründung 1966 bis zum Jahr 1973 dem Exekutivrat an. 1988 stand er dem schwedischen Verband zur Risikobewertung Riskkollegiet vor.
Ab 1976 war Bo Lindell Mitglied der schwedischen Königlichen Akademie der Ingenieurwissenschaften Kungliga Ingenjörsvetenskapsakademien und wurde 1982 mit einer Ehrendoktorwürde der Königlichen Technischen Hochschule ausgezeichnet.
Er war ab 1947 mit seiner Ehefrau Marrit, geborene Sandberg, verheiratet.

## Werk
Zu seinem Hauptwerk zählen vier Bücher über die Geschichte von Strahlenphysik und Strahlenschutz:
- Geschichte der Strahlenforschung: Teil 1: Pandoras Büchse. Die Zeit vor dem Zweiten Weltkrieg. Verlag Florian Isensee, 2004, ISBN 3-89995-082-8.
- Geschichte der Strahlenforschung: Teil 2: Das Damoklesschwert. Jahrzehnt der Atombombe: 1940-1950. Über Strahlung, Radioaktivität und Strahlenschutz. Verlag Florian Isensee, 2007, ISBN 978-3-89995-361-9.
- Herkules storverk: strålningens, radioaktivitetens och strålskyddets historia, del 3, åren 1950-1966. (Etwa: Herkules-Leistung: Geschichte der Strahlung, der Radioaktivität und des Strahlenschutzes, Teil 3, die Jahre 1950 bis 1966.) Verlag Atlantis, 2003, ISBN 91-7486-744-X.
- Sisyfos möda: Strålningens, radioaktivitetens och strålskyddets historia, del 4, Åren 1966 och framåt. (Etwa: Sisyphus-Arbeit: Geschichte der Strahlung, der Radioaktivität und des Strahlenschutzes, Teil 4, seit 1966.) Verlag Atlantis 2011, ISBN 978-91-7353-397-3.